# Joseph d'Arros
Pour les articles homonymes, voir Arros (homonymie).
Joseph Philippe Charles d'Arros est un homme politique français né le 19 septembre 1779 à Plappeville (Trois-Évêchés) et mort le 20 novembre 1855 à Metz (Moselle).

## Biographie
Élève de l'école Polytechnique, il est maire de Longeville-lès-Metz. Destitué aux Cent-Jours, il est sous-préfet de Thionville, puis préfet du Finistère en 1819, de l'Aveyron en 1820 et de la Meuse en 1828. Il est député de la Meuse de 1830 à 1831, tout en restant préfet. La loi de 1831 qui crée une incompatibilité entre ces deux fonctions l'amène à choisir le poste de préfet.